# مظفر (فیلم)
مظفر فیلمی به کارگردانی مسعود ظلی و محصول سال ۱۳۵۳ است.

## خلاصه داستان
مظفر (پرویز صیاد) خودش را شاعر و مخترع بزرگی می‌داند که از نظر اختراعات با کشور ژاپن رقابت دارد. او عاشق دختری به نام گلی (مری آپیک) است که دختر نیز به او علاقه دارد اما اصرار مادر دختر (پروین دولتشاهی) این است که گلی، باید با یک آدم مشهور و پولدار مانند مطهر (جهانگیر فروهر)، کاباره‌دار که او نیز خواستگار دیگر گلی می‌باشد، ازدواج کند …

## بازیگران
پرویز صیاد (مظفر پور مظفر، صمد، آقای بلژیکی)
مری آپیک (گلی اباگلی)
نوذر آزادی (محسن)
مهری ودادیان (مادر مظفر)
پروین دولتشاهی (مادر گلی)
محمد گودرزی (آقای اباگلی)
جهانگیر فروهر (مطهر پور مطهر)
علی زاهدی (سید جرج)
عبدالله عبدالوهابی (همسایه اباگلی)